# Unida (Band)
Unida ist eine US-amerikanische Stoner-Rock-Band, die sich aus den Mitgliedern von Slo Burn und Kyuss formte.

## Geschichte
Unida gründeten sich 1998, nachdem sich die beiden Stoner-Rock-Bands Kyuss und Slo Burn getrennt hatten. Die Band bestand ausnahmslos aus Mitgliedern dieser beiden Bands. 1999 veröffentlichten sie eine Split-EP zusammen mit Dozer, bei einer Tour im selben Jahr half Paul Gray von Slipknot am Bass aus. 1999 erschien das bis jetzt einzige Studioalbum Coping with the Urban Coyote. Das zweite Album sollte The Great Divide heißen und 2001 erscheinen, ist jedoch nicht im Handel erhältlich, sondern nur in diversen Internettauschbörsen zu finden. Es wurden zwei Songs auf Zusammenstellungen veröffentlicht, in den Jahren 1999 und 2004 jeweils ein Mal. Seit 2012 gibt es Unida wieder, jedoch bis jetzt nur als Tourband. Sie spielten 2013 auf dem Desertfest in Berlin als Co-Headliner.

## Diskografie
- 1999: Unida/Dozer (Split-EP, Meteor City)
- 1999: Coping with the Urban Coyote (Album, Man’s Ruin Records, 2013 wiederveröffentlicht)
- 1999: Rise 13: Magick Rock, Vol. 1 (mit dem Lied Black Woman vertreten)
- 2001: The Great Divide (Album, nie veröffentlicht, nur als Bootleg erhältlich)
- 2004: High Volume: The Stoner Rock Collection (mit dem Lied Left Us to Mold vertreten)